# Лемон (коммуна)
Лемо́н (фр. Lesmont) — коммуна во Франции, находится в регионе Шампань — Арденны. Департамент — Об. Входит в состав кантона Бриен-ле-Шато. Округ коммуны — Бар-сюр-Об.
Код INSEE коммуны — 10193.
Коммуна расположена приблизительно в 160 км к востоку от Парижа, в 60 км южнее Шалон-ан-Шампани, в 30 км к северо-востоку от Труа.

## Население
Население коммуны на 2008 год составляло 356 человек.
| 1962 | 1968 | 1975 | 1982 | 1990 | 1999 | 2008 |
| ---- | ---- | ---- | ---- | ---- | ---- | ---- |
| 297  | 328  | 260  | 281  | 244  | 301  | 356  |

## Администрация
| Период | Период | Фамилия        | Партия | Примечания |
| ------ | ------ | -------------- | ------ | ---------- |
| 2001   | 2008   | Бернар Бланше  |        |            |
| 2008   |        | Франсуа Брадье |        |            |

## Экономика
В 2007 году среди 211 человек в трудоспособном возрасте (15—64 лет) 167 были экономически активными, 44 — неактивными (показатель активности — 79,1 %, в 1999 году было 74,4 %). Из 167 активных работали 150 человек (84 мужчины и 66 женщин), безработных было 17 (8 мужчин и 9 женщин). Среди 44 неактивных 12 человек были учениками или студентами, 11 — пенсионерами, 21 были неактивными по другим причинам.

## Достопримечательности
- Церковь Св. Петра в оковах (XIII век). Памятник истории с 1982 года[3]
- Крытый рынок (1855 год). Памятник истории с 1982 года[4]
- Дом XVIII века. Памятник истории с 1982 года[5]
- Участки римских дорог. Памятник истории с 1982 года[6]
- Фахверковый дом (XVI век). Памятник истории с 1982 года[7]

## Фотогалерея

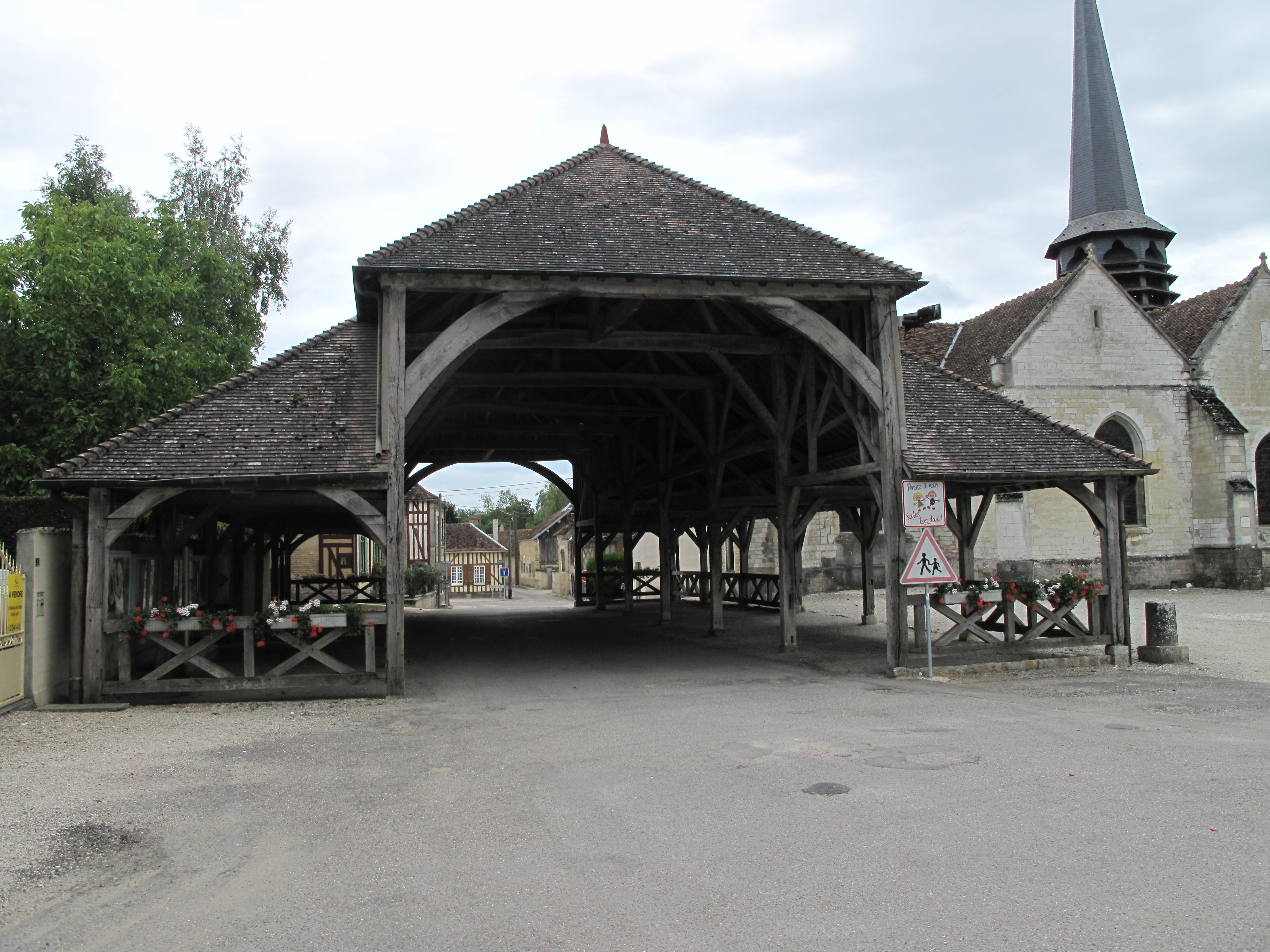
Крытый рынок
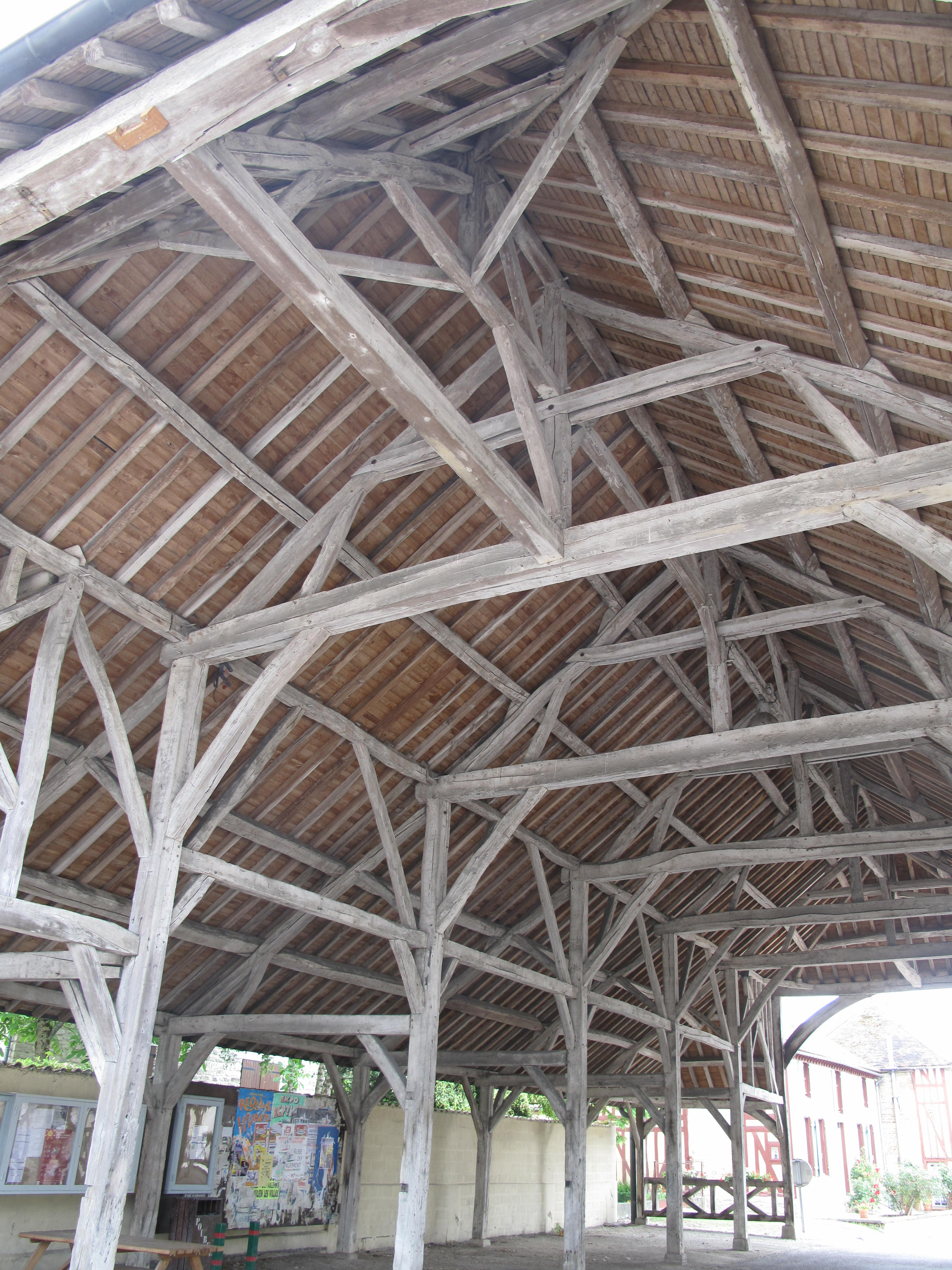
Крытый рынок
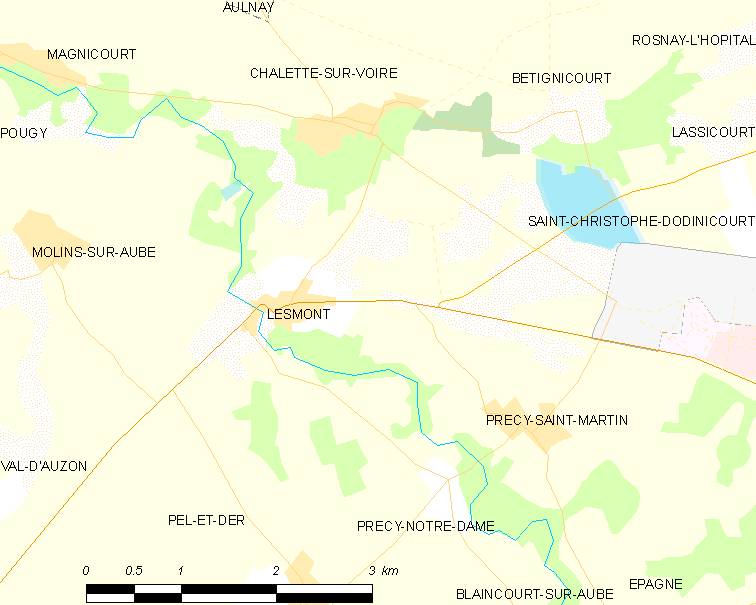
Карта коммуны